# Villafalletto
Villafalletto (Vila Falèt o anche semplicemente "Vila" in piemontese) è un comune italiano di 2 873 abitanti della provincia di Cuneo in Piemonte. È posto sulla riva destra del Maira.
Villafalletto è nota in particolare per essere stata la città natale di Bartolomeo Vanzetti, l'emigrato italiano diventato anarchico che, insieme a Nicola Sacco, venne ingiustamente condannato alla sedia elettrica con sentenza eseguita nel 1927 nel carcere di Charlestown (Massachusetts). Una targa riportante la dicitura "apostolo di fede pagò con la vita l'amore per gli umili" è collocata (apposta "a cura del Comitato Sacco e Vanzetti") sui muri della casa in cui nacque Bartolomeo Vanzetti.
Le metà delle ceneri di Bartolomeo Vanzetti, che nel 1977 fu riabilitato insieme al compagno di sventura Nicola Sacco dal governatore del Massachusetts Michael Dukakis, si trovano nel cimitero di Villafalletto, inumate nella tomba di famiglia. Vennero trasportate personalmente dalla sorella Luigina che lasciò gli Stati Uniti il 28 settembre 1927. Il funerale si tenne il successivo 14 ottobre.

## Storia

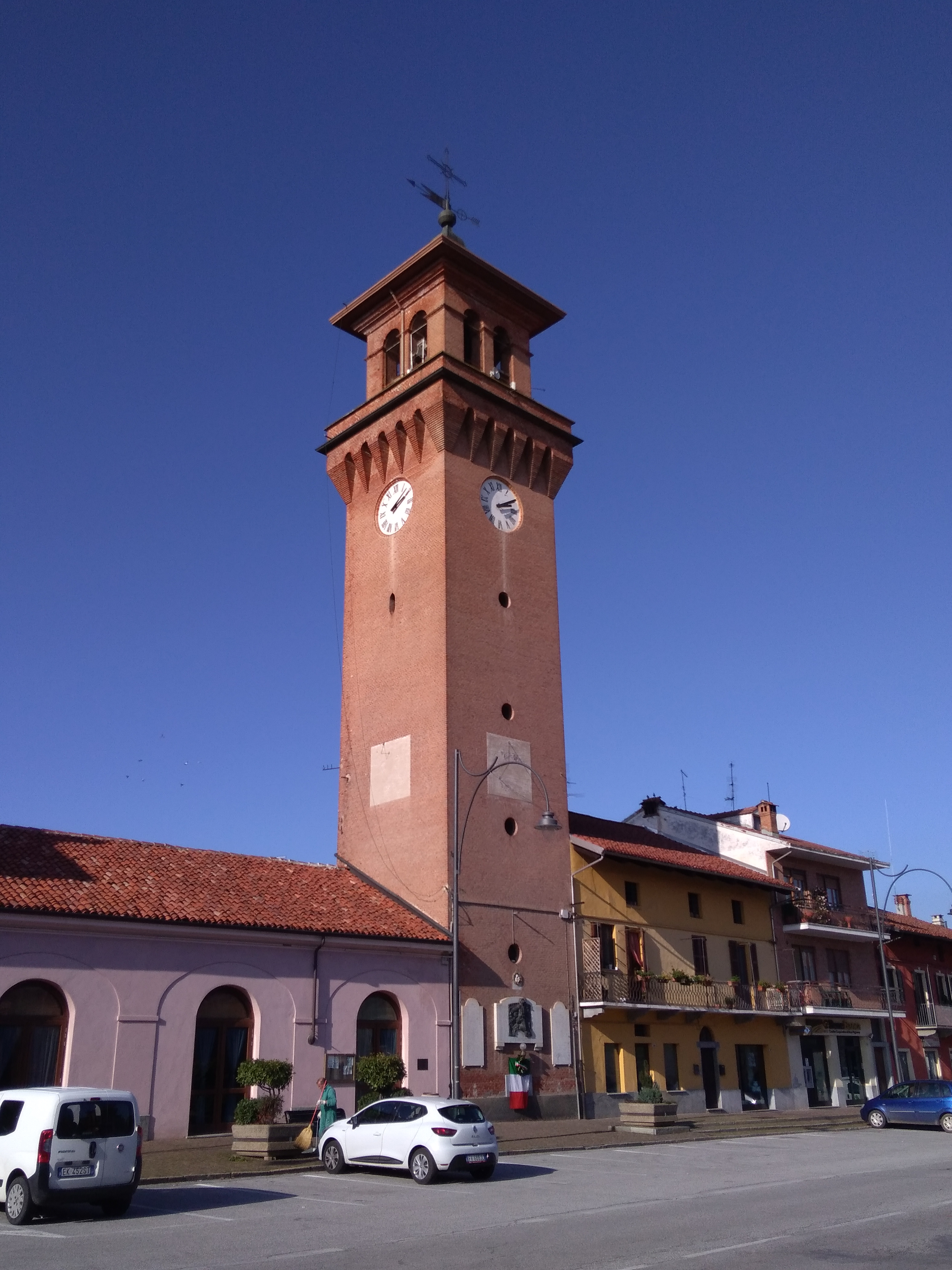
La torre civica

### L'epoca romana
L'origine dell'abitato di Villafalletto si fa risalire almeno all'epoca romana, periodo di cui si sono trovati diversi reperti archeologici come tombe, epigrafi e monete riportanti l'effigie di Nerone.

### Il medioevo
La prima citazione del borgo in epoca medievale sono rintracciabili in un documento riguardante il passaggio di proprietà del feudo di Villa da Alineo I, vassallo di Roggiero conte di Auriate, al marchese Aleramo di Savona. A questo periodo risale il castello locale, collocato sulle rive del fiume Maira presso il paese. Il nome della cittadina viene nuovamente citato in un documento del 1163 quando il marchese Manfredo I di Saluzzo la acquistò tra i propri feudi.

### Dalla signoria dei Falletti all'epoca moderna
Il dominio dei marchesi di Saluzzo perdurò su Villafalletto per circa duecento anni sino al 18 giugno 1322, anno in cui questi vendettero il feudo ai marchesi del Carretto, i quali dopo appena dieci anni di signoria, lo cederanno alla famiglia piemontese dei Falletti, marchesi di Barolo, che lo tennero con titolo di conti per quasi mezzo millennio. È grazie alla signoria dei Falletti che l'abitato prende il nome latino di Villafallettorum da cui il moderno Villafalletto.
Sarà sotto la liberalità dei Falletti che la comunità nel 1461 riuscì a dotarsi dei primi statuti, riuscendo a mantenersi in pace sino al 1487 quando, la vigilia di Natale, il paese venne investito dalla guerra con il marchesato di Saluzzo. La città venne nuovamente occupata dai francesi prima, dai Savoia nel 1641 e nel 1744 dagli spagnoli. Sarà ancora una volta grazie alla mediazione dell'ultimo conte, Carlo Tancredi Falletti (oggi dichiarato venerabile), che negli anni della restaurazione austriaca, che il paese verrà risparmiato dai saccheggi di francesi e filo-austriaci.

### Simboli
Lo stemma del comune è stato riconosciuto con decreto del Capo del Governo del 28 ottobre 1935.
Il gonfalone è un drappo di rosso.

## Monumenti e luoghi d'interesse
- Chiesa dei Santi Pietro e Paolo
- Chiesa di San Giovanni Decollato
- Oratorio della Confraternita del Gonfalone

## Società

### Evoluzione demografica
Abitanti censiti

### Etnie e minoranze straniere
Secondo i dati Istat al 31 dicembre 2017, i cittadini stranieri residenti a Villafalletto sono 276, così suddivisi per nazionalità, elencando per le presenze più significative:
1. Romania, 75
2. Albania, 71
3. India, 62

## Infrastrutture e trasporti
La fermata di Villafalletto, attivata nel 1892, sorgeva lungo la ferrovia Savigliano-Saluzzo-Cuneo e fu soppressa nel 2003.

## Amministrazione
Di seguito è presentata una tabella relativa alle amministrazioni che si sono succedute in questo comune.
| Periodo        | Periodo        | Primo cittadino     | Partito                            | Carica  | Note   |
| -------------- | -------------- | ------------------- | ---------------------------------- | ------- | ------ |
| 26 giugno 1985 | 25 maggio 1990 | Francesco Ballario  | Democrazia Cristiana               | Sindaco | [ 10 ] |
| 25 maggio 1990 | 24 aprile 1995 | Francesco Ballario  | Democrazia Cristiana               | Sindaco | [ 10 ] |
| 24 aprile 1995 | 14 giugno 1999 | Armando Mariano     | Federazione dei Verdi              | Sindaco | [ 10 ] |
| 14 giugno 1999 | 14 giugno 2004 | Armando Mariano     | lista civica                       | Sindaco | [ 10 ] |
| 14 giugno 2004 | 7 giugno 2009  | Ilio Piana          | lista civica                       | Sindaco | [ 10 ] |
| 8 giugno 2009  | 26 maggio 2014 | Ilio Piana          | lista civica                       | Sindaco | [ 10 ] |
| 26 maggio 2014 | in carica      | Giuseppe Sarcinelli | lista civica: amministrare insieme | Sindaco | [ 10 ] |

### Gemellaggi
- Torremaggiore, dal 2009